# Wolters Kluwer
Wolters Kluwer N.V. ist ein niederländischer Informationsdienstleister, der 1987 aus der Fusion der Verlage Kluwer Publishers und Wolters-Samson hervorging. Der Firmensitz befindet sich in Alphen aan den Rijn. Die Aktien werden unter anderem im AEX und Euronext 100 notiert. Das Unternehmen ist einer der weltweiten Marktführer im Verlagswesen und einer der größten Wissens- und Informationsdienstleister der heutigen Zeit mit Vertretungen in mehr als 40 Ländern in Europa, Nordamerika, Lateinamerika und Asien.
Wolters Kluwer bietet Fachinformationen in Form von Literatur, Software und Services in den Bereichen Recht, Wirtschaft, Steuern, Buchhaltung, Finanzwesen, Revision, Gesundheitswesen und Compliance an.
Wolters Kluwer erzielte im Jahr 2023 einen Umsatz von 5,584 Milliarden Euro weltweit. Stand 2023 beschäftigte der Konzern rund 21.400 Mitarbeiter.
Das Unternehmen gliedert sich in die Bereiche
- Legal & Regulatory (Recht),
- Tax & Accounting (Steuern, Buchhaltung, Rechnungswesen),
- Health (Gesundheitswesen) sowie
- Governance, Risk & Compliance (Finanzwesen, Compliance).

Wolters Kluwer Deutschland mit Hauptsitz in Hürth ist Teil von Wolters Kluwer N.V.

## Geschichte
Wolters Kluwer N.V. entwickelte sich aus vier niederländischen Verlegerfamilien im 19. Jahrhundert: 1836 wurde Wolters Schoolboek-Verlag und 1858 der Noordhoff-Verlag gegründet. 1891 wurde der Verlag Kluwer gegründet, ein traditionsreicher niederländischer Wissenschaftsverlag. Im Jahre 1968 fusionierten der Schoolboek-Verlag und Noordhoff. 1972 fusionierte wiederum Wolters-Noordhoff mit der Information and Communications Union der Samson-Familie. 1987 fusionierten Kluwer und Wolters-Samson zu heutigen Wolters Kluwer NV, um eine Übernahme von Kluwer durch Elsevier abzuwehren. Eine 1998 geplante Fusion von Wolters Kluwer mit Reed-Elsevier wurde aus kartellrechtlichen Gründen verboten.
Nach der Fusion mit Kluwer begann eine starke internationale Expansion. In den 1990er Jahren erwarben sie den traditionsreichen amerikanischen Verlag J. B. Lippincott (Philadelphia, besonders Medizin) von HarperCollins, sie übernahmen in den USA den Verlag zu Steuer und Jura CCH (Commerce Clearing House, 1995) und die Jura- und Medizinabteilung von Little, Brown and Company. Sie erwarben Ovid Technologies (medizinische Datenbank Medline), den Verlag Plenum und den traditionsreichen niederländischen Wissenschaftsverlag D. Reidel Publishing Company.
Die Firma hat auf die Krise der Printmedien ab den 2000er Jahren reagiert und baute ihre Online- und Softwaresparte aus. 2002 verkauften sie Kluwer Academic Publishers an Finanzinvestoren (Cinven and Candover Investments), die es in Springer Science+Business Media integrierten. 2017 wurde Wolters Kluwer Education an Bridgepoint Capital verkauft.
An der Spitze des Konzerns steht Nancy McKinstry, der einzige weibliche CEO eines an der Börse von Amsterdam gelisteten Konzerns. Silchester International Investors hält 10 Prozent, Bestinver Gestion 5 Prozent. Der Rest des Unternehmens befindet sich in Streubesitz.

## Unternehmensbereiche

### Recht und Ordnung
Der Bereich Recht und Ordnung ist in zwei Gruppen aufgeteilt: Legal & Regulatory und Corporate Legal Services. Beide Gruppen bieten Fachinformationen und Software für professionelle Anwender in den Bereichen Recht und Wirtschaft an. Zu den Kunden zählen unter anderem Anwaltskanzleien, Rechtsabteilungen in Unternehmen sowie Bildungseinrichtungen.

### Steuern und Rechnungswesen
Der Bereich Steuern und Rechnungswesen zählt mit einem Umsatz von 1.132 Millionen Euro (2015) zu den weltweit größten Anbietern von Software, Fachinformationen und Services rund um die Themen Steuern und Rechnungswesen. Genutzt werden die Produkte von Steuerberatern und Unternehmen jeglicher Größenordnung sowie Selbständigen und Endverbrauchern.

### Gesundheit
Dieser Bereich bietet medizinische Informationen in Form von elektronischen Medien, Büchern, Zeitschriften (z. B. L’Infirmière Magazine) sowie Software für professionelle Anwender, Studenten und medizinische Einrichtungen an.

### Leitung, Risiken und Richtlinien
Dieser Bereich ist tätig für Organisationen aus Branchen wie z. B. dem Bank- oder Transportwesen sowie Versicherungen mit Software und Services in den Bereichen Risiko, Compliance, Finanzen und Audit.
Einen 70-prozentigen Anteil des Umsatzes stellen inzwischen Online-Produkte (zum Beispiel Datenbanken), Software und Services.
Der wissenschaftliche Verlag Kluwer Academic Publishing fusionierte 2004 mit dem Verlag Springer Akademischer Verlag und verwendet die Marke Kluwer nicht mehr.

## Jurion
Jurion (auch: Jurion Recht) war eine 2011 eingeführte Produktsparte des Verlages. Es entstand durch den Ankauf der Geschäftsbereiche Legal und Regulatory von der LexisNexis Deutschland GmbH. Die Wortmarke Jurion bestand aber schon seit dem Jahr 2000.
Bei Jurion fanden sich juristische Fachdatenbanken mit überwiegend eigenen Inhalten, zu denen auch Werke des Carl Heymanns Verlages zählen. Damit war Jurion neben Juris und Beck-Online einer der größten Anbieter elektronisch aufbereiteter juristischer Fachinformationen.
Im Herbst 2018 wurde die juristische Recherche in das Portal Wolters Kluwer Online integriert. Kunden von Jurion können seitdem ihre Online-Werke und Module dort weiter nutzen, während Jurion nach einer Übergangsphase im März 2019 eingestellt wurde.